# Canestre
Le canestre (Corse:canestru, pl. canestri, du latin canistrum signifiant panier circulaire) est un gâteau en forme généralement de cercle; il est fait d'une pâte briochée. On en trouve, notamment, à Petreto-Bicchisano en Corse-du-Sud. C'est un pain brioché traditionnel de Pâques,.

## Ingrédients et recette
Levure, farine, sel et œuf. On y rajoute du saindoux, du vin blanc, du pastis à défaut de grains d'anis. La pâte repose deux heures à température ambiante avant d'être pétrie. Elle lève ensuite trente à quarante cinq minutes avant d'être dorée et recuite dans un four chaud (150 à 220 °C),.

## Voir également
- Hot cross bun
- Mona de Pascua